# 森杲
森 杲（もり たかし、1936年 - ）は、日本の経済史学者。北海道大学名誉教授。

## 来歴
札幌生まれ。1963年北海道大学大学院経済学研究科博士課程単位取得退学。65年北大経済学部助教授、教授。76年「アメリカ資本主義史論」で北大経済学博士。89年定年退官、名誉教授、札幌大学経営学部教授、2006年退職

## 著書
- 『アメリカ資本主義史論』ミネルヴァ書房、1976
- 『株式会社制度』北海道大学図書刊行会、1986
- 『アメリカ職人の仕事史 マス・プロダクションへの軌跡』中公新書、1996
- 『アメリカ〈主婦〉の仕事史 私領域と市場の相互関係』ミネルヴァ書房 MINERVA西洋史ライブラリー、2013

共著
- 『講座帝国主義の研究 両大戦間におけるその再編成 3 アメリカ資本主義』鎌田正三,中村通義共著 青木書店、1973

### 翻訳
- S.M.ジャコービィ『雇用官僚制 アメリカの内部労働市場と"良い仕事"の生成史』荒又重雄,木下順,平尾武久共訳 北海道大学図書刊行会、1989
- ウォルター・リクト『工業化とアメリカ社会 建国から成熟への一世紀』ミネルヴァ書房 Minerva西洋史ライブラリー、2000

## 参考
- セブンネット